# Ispánk
Ispánk je vas na Madžarskem, ki upravno spada pod podregijo Őriszentpéteri Železne županije.